# Cabo Verde portugués
El Cabo Verde portugués, conocido entre 1951 y 1975 como Provincia Ultramarina de Cabo Verde (en portugués: Província Ultramarina de Cabo Verde) fue una colonia del Imperio portugués que existió desde el descubrimiento de las islas en 1462 hasta la independencia del país como República de Cabo Verde en 1975.

## Historia

### Descubrimiento
Antes del descubrimiento de las islas, estas se encontraban deshabitadas. Las primeras islas, incluyendo Boa Vista fueron descubiertas en 1456 por Vicente Dias, junto con Alvise Cadamosto y Antoniotto Usodimare, las demás fueron descubiertas antes de 1460 por Diogo Gomes y el resto de las Islas de Barlovento en 1462 por Gomes y Antonio de Noli. La colonia fue formalmente establecida el 29 de enero de 1462, cuando se fundó el primer asentamiento, con el nombre de Ribeira Grande (actual Cidade Velha), que sería la capital de la colonia hasta 1770, cuando la sede gubernamental fue trasladada a Praia.

### Evolución y guerra colonial
Para los portugueses, las islas, situadas entre África, América y Europa, tenían gran interés estratégico. En el siglo XVI, Cabo Verde fue escala de navíos que cargaban esclavos hacia América (la esclavitud se abolió en 1876). El asalto reiterado de piratas ingleses, neerlandeses y franceses obligó a los portugueses a trasladar colonos agricultores del Alentejo (al sudeste de Portugal, «granero» de ese país) al archipiélago. La contracción de la actividad agrícola –famosa entre los siglos XVII y XIX por su algodón - provocó la emigración masiva de caboverdianos: la mayoría hacia Guinea-Bissau (excolonia portuguesa muy vinculada al archipiélago), y posteriormente hacia Angola, Mozambique, Senegal, Brasil y, principalmente, Estados Unidos. En el siglo XIX, la prosperidad de las islas fue decayendo lentamente, debido a que habían cesado los dos ingresos que tenía: el algodón y los esclavos, por la prohibición mundial de la trata de esclavos.
En 1951, el estatus de islas cambió al de provincia de ultramar. La lucha por la liberación reforzó los lazos entre Guinea-Bissau y Cabo Verde. En 1956, se creó el Partido Africano para la Independencia de Guinea y Cabo Verde (PAIGCV), con militantes de ambos lados. Amílcar Cabral, fundador e ideólogo, concibió la lucha y el desarrollo conjunto, a partir de economías complementarias. En 1961 comenzó la guerrilla en el continente africano, donde lucharon centenares de caboverdianos. En 1974 cayó el régimen colonial tras la Revolución de los Claveles, que expulsó del poder a la dictadura imperante desde 1926. En 1975, la provincia de ultramar se independizó como República de Cabo Verde siendo un estado socialista unipartidista dominado por el PAIGCV.